# 16e étape du Tour d'Espagne 2010
La 16e étape du Tour d'Espagne 2010 s'est déroulée le 13 septembre 2010 entre Gijón et Cotobello sur 179,3 km.
L'Espagnol Mikel Nieve (Euskaltel-Euskadi) remporte l'étape en solitaire après avoir lâché ses compagnons d'échappées. L'Italien Vincenzo Nibali (Liquigas-Doimo) perd son maillot rouge de leader au profit de l'Espagnol Joaquim Rodríguez (Team Katusha).

## Classement de l'étape

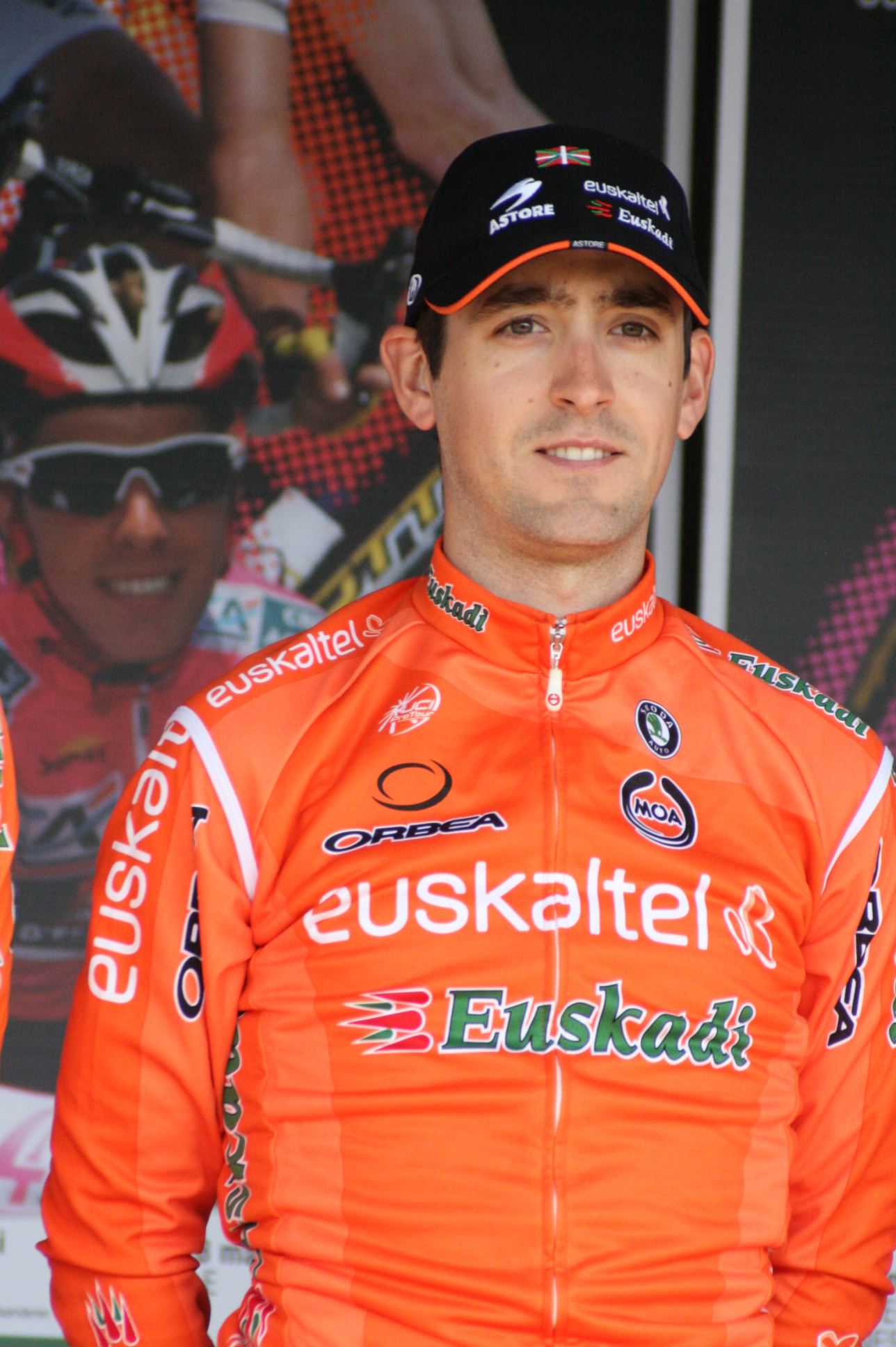
Mikel Nieve remporte en solitaire sa première victoire professionnelle (ici lors des Quatre Jours de Dunkerque 2010)

|    | Coureur             | Pays       | Équipe            |    | Temps           |
| -- | ------------------- | ---------- | ----------------- | -- | --------------- |
| 1  | Mikel Nieve         | Espagne    | Euskaltel-Euskadi | en | 4 h 51 min 59 s |
| 2  | Fränk Schleck       | Luxembourg | Saxo Bank         | +  | 1 min 06 s      |
| 3  | Kevin De Weert      | Belgique   | Quick Step        |    | 1 min 08 s      |
| 4  | Joaquim Rodríguez   | Espagne    | Katusha           |    | 1 min 22 s      |
| 5  | Luis León Sánchez   | Espagne    | Caisse d'Épargne  |    | 1 min 32 s      |
| 6  | Ezequiel Mosquera   | Espagne    | Xacobeo Galicia   |    | 1 min 40 s      |
| 7  | David García Dapena | Espagne    | Xacobeo Galicia   |    | 1 min 42 s      |
| 8  | Nicolas Roche       | Irlande    | AG2R La Mondiale  |    | 1 min 44 s      |
| 9  | Carlos Sastre       | Espagne    | Cervélo TestTeam  |    | 1 min 50 s      |
| 10 | Vincenzo Nibali     | Italie     | Liquigas-Doimo    |    | 1 min 59 s      |

## Classement général
|    | Coureur             | Pays       | Équipe             |    | Temps            |
| -- | ------------------- | ---------- | ------------------ | -- | ---------------- |
| 1  | Joaquim Rodríguez   | Espagne    | Katusha            | en | 70 h 24 min 39 s |
| 2  | Vincenzo Nibali     | Italie     | Liquigas-Doimo     | +  | 33 s             |
| 3  | Ezequiel Mosquera   | Espagne    | Xacobeo Galicia    |    | 53 s             |
| 4  | Fränk Schleck       | Luxembourg | Saxo Bank          |    | 2 min 16 s       |
| 5  | Nicolas Roche       | Irlande    | AG2R La Mondiale   |    | 3 min 01 s       |
| 6  | Peter Velits        | Slovaquie  | HTC-Columbia       |    | 4 min 27 s       |
| 7  | Thomas Danielson    | États-Unis | Garmin-Transitions |    | 4 min 29 s       |
| 8  | Xavier Tondo        | Espagne    | Cervélo TestTeam   |    | 4 min 43 s       |
| 9  | Carlos Sastre       | Espagne    | Cervélo TestTeam   |    | 4 min 53 s       |
| 10 | David García Dapena | Espagne    | Xacobeo Galicia    |    | 6 min 23 s       |

## Abandon
- Laurens ten Dam (Rabobank)